# Resolució 307 del Consell de Seguretat de les Nacions Unides
La Resolució 307 del Consell de Seguretat de les Nacions Unides, aprovada el 21 de desembre de 1971 després d'haver-se escoltat les declaracions de l'Índia i Pakistan, el Consell va exigir que s'observés un alto el foc durador fins que es pogués produir la retirada per respectar la línia d'alto el foc a Jammu i Caixmir. El Consell també va demanar assistència internacional per al socors del sofriment i la rehabilitació dels refugiats, així com la seva tornada a casa i una petició al Secretari general de les Nacions Unides que informés al consell sobre els esdeveniments.
La resolució va ser aprovada per 13 vots contra cap; la República Popular de Polònia i la Unió Soviètica es van abstenir de la votació.